# Sve-trans-retinil-palmitatna hidrolaza
Sve-trans-retinil-palmitatna hidrolaza (EC 3.1.1.64, sve--retinil-palmitat hidrolaza, sve-trans-retinol izomeraza:hidrolaza, sve-trans-retinilestar 11-cis izomerohidrolaza, RPE65 (gen)) je enzim sa sistematskim imenom sve-trans-retinil estar acilhidrolaza, formira 11-cis retinol. Ovaj enzim katalizuje sledeću hemijsku reakciju
sve-trans-retinil estar + H2O {\displaystyle \rightleftharpoons } 11-cis-retinol + masna kiselina
Ovaj enzim, koji deluje u retinalnom pigmentnom epitelu (RPE), katalizuje razlaganje i izomerizaciju sve-trans-retinil masno kiselinskih estara do 11-cis-retinola.

## Literatura
- Nicholas C. Price; Lewis Stevens (1999). Fundamentals of Enzymology: The Cell and Molecular Biology of Catalytic Proteins (Third изд.). USA: Oxford University Press. ISBN 019850229X.
- Eric J. Toone (2006). Advances in Enzymology and Related Areas of Molecular Biology, Protein Evolution (Volume 75 изд.). Wiley-Interscience. ISBN 0471205036.
- Branden C; Tooze J. Introduction to Protein Structure. New York, NY: Garland Publishing. ISBN 0-8153-2305-0.
- Irwin H. Segel. Enzyme Kinetics: Behavior and Analysis of Rapid Equilibrium and Steady-State Enzyme Systems (Book 44 изд.). Wiley Classics Library. ISBN 0471303097.
- William P. Jencks (1987). Catalysis in Chemistry and Enzymology. Dover Publications. ISBN 0486654605.

## Spoljašnje veze
- Retinoid+isomerohydrolase на 